# Adam Beyer
Adam Beyer (Stoccolma, 15 maggio 1976) è un disc jockey, produttore discografico e producer di musica techno e tech house svedese.
È il fondatore dell'etichetta discografica Drumcode.

## Discografia parziale

### Album in studio
- 1996 - Decoded
- 1997 - Recoded
- 1999 - Protechtion
- 2002 - Ignition Key

### EP, Mix e singoli
- 2005 - Fabric 22
- 2008 - Fuse Presents Adam Beyer
- 2011 - No Rain
- 2012 - Flap
- 2012 - Eye Contact
- 2013 - Unanswered Question (con Ida Engberg)
- 2014 - Teach Me
- 2020 - No Defeat No Retreat